# Maria Grazia Fontana
Maria Grazia Fontana (Canino, 16 gennaio 1959) è una cantante, personaggio televisivo, pianista e direttrice di coro polifonico italiana.

## Biografia

### Origini e carriera musicale
È la sorella maggiore di Attilio Fontana, ex componente del gruppo Ragazzi Italiani e vincitore della terza edizione di Tale e quale show.
Già prima di conseguire, nel 1983, il diploma in pianoforte al Conservatorio Santa Cecilia di Roma, era stata notata per il raffinato virtuosismo della sua tecnica pianistica e vocale e l'intensità interpretativa. Queste doti le fruttarono la cooptazione in trasmissioni televisive di successo, come Domenica in condotta da Pippo Baudo nel 1980-1981.
Giorgio Gaslini la volle personalmente al suo fianco all'età di soli tredici anni ad interpretare le profonde atmosfere musicali dell'album Profondo rosso, colonna sonora dell'omonimo film di Dario Argento.
Nel 2001 diviene direttrice del coro gospel S.A.T.& B. con il quale accompagna la cantante Giorgia al Festival di Sanremo.
Per diversi anni Maria Grazia Fontana è stata insegnante privata di canto di Noemi.
Nel 2010 ha diretto il coro polifonico del musical I promessi sposi - Opera moderna.

### Televisione
Ha acquisito notorietà televisiva nel 2002 quando, con il ruolo di brillante docente di musica, ha preso parte ad Operazione Trionfo, talent show di Italia 1 condotto da Miguel Bosé.
Nella stagione televisiva 2010-2011 è stata insegnante di canto della 10ª edizione del programma Amici di Maria De Filippi.
Nel maggio 2011 è stata istruttrice vocale nel programma di Rai 1 Lasciami cantare!.
Nel 2012 diviene allenatrice del nuovo talent di Rai1, Tale e quale show.